# Нов тайвански долар
Новият тайвански долар (на традиционен китайски: 新臺幣 или 新台幣, на опростен китайски: 新台币, на пинин: Xīntáibì) е паричната единица на Тайван. Кодът на валутата е TWD, съкратено изписване NT$. Единицата е официална от 1949 г. Отначало е емитирана от Банката на Тайван, а от 2000 г. се емитира от Централната банка на Китайската република.
- Монети: по $½, $1, $5, $10, $20, $50.

- Банкноти: 2000, 1000, 500, 200 и 100 долара.

Банката на Тайван пуска в обращение новия тайвански долар на 15 юни 1949 г., за да замени предишния тайвански долар. Обмяната става в отношение 40 000:1. Една от причините за тази замяна е била борбата с инфлацията, която започва в страната след Китайската гражданска война.
Инфлацията към август 2020 г. е -0,33%.

## Етимология
Китайският термин „Нов тайвански долар“ (新台币 или 新台币, буквално „нова тайванска валута“), като правило, се използва само в банкови и юридически документи, за да се избягва възможна нееднозначност. В Тайван при писмени текстове широко се използва терминът юан (元 или 圓), а разговорно – също и куай (塊).